# Gouvernement Vizcarra IV
Pour les articles homonymes, voir Gouvernement Vizcarra.
Vizcarra III Vizcarra V
Le gouvernement Vizcarra IV est le gouvernement du Pérou entre le 15 juillet 2020 et 6 août 2020, dont le président de la République est Martin Vizcarra.

## Historique

### Formation
Le 15 juillet 2020, Pedro Cateriano prête serment en tant que président du Conseil, et de nouveaux ministres sont nommés : Mario López Chávarri (Relations étrangères), Jorge Eduardo Montoya Pérez (Intérieur), Ana Neyra Zegarra (Justice) , Pilar Mazzetti Soler (Santé), Martín Ruggiero (Travail et promotion de l'emploi), José Salardi Rodríguez (Production), Rafael Belaunde Llosa (Énergie et mines), Carlos Estremadoyro (Transports et communications), Kirla Echegaray Alfaro (Environnement), Patricia Donayre Pasquel (Développement et inclusion sociale).
De même, il y a des changements ministériels : Carlos Lozada Contrerasest passé du transport au logement, à la construction et à l'assainissement et Rocío Barrios Alvarado passe de la production au commerce extérieur et au tourisme.

### Démission
Le 3 août 2020, Pedro Cateriano se rend au Congrès pour présenter la politique générale du gouvernement et ses principales mesures prévues. Après avoir exposé sa politique pendant plus de trois heures, il demande la confiance. Le lendemain, après un long débat, à 6 heures du matin, le Congrès refuse la confiance, avec 37 voix pour, 54 contre et 34 abstentions, provoquant la démission du gouvernement.

## Composition
| Portefeuille                                                    | Titulaire | Titulaire                  | Parti  |
| --------------------------------------------------------------- | --------- | -------------------------- | ------ |
| Président de la République                                      |           | Martin Vizcarra            | Indép. |
| Conseil des ministres                                           |           |                            |        |
| Président du Conseil des ministres                              |           | Pedro Cateriano            | Indép. |
| Ministre des Affaires étrangères                                |           | Mario López Chávarri       | Indép. |
| Ministre de la Défense                                          |           | Walter Martos              | Indép. |
| Ministre de l'Économie et des Finances                          |           | María Antonieta Alva       | Indép. |
| Ministre de l’Intérieur                                         |           | Jorge Montoya Pérez        | Indép. |
| Ministre de la Justice et des Droits de l'homme                 |           | Ana Neyra Zegarra          | Indép. |
| Ministre de l’Éducation                                         |           | Martín Benavides           | Indép. |
| Ministre de la Santé                                            |           | Pilar Mazzetti             | Indép. |
| Ministre du Développement agraire et de l'Irrigation            |           | Jorge Montenegro Chavesta  | Indép. |
| Ministre du Travail et de la Promotion de l'emploi              |           | Martin Ruggiero            | Indép. |
| Ministre de la Production                                       |           | José Salardi Rodríguez     | Indép. |
| Ministre du Commerce extérieur et du Tourisme                   |           | Rocío Barrios              | Indép. |
| Ministre de l'Énergie et des Mines                              |           | Rafael Belaúnde Llosa      | Indép. |
| Ministre des Transports et des Communications                   |           | Carlos Estremadoyro Mory   | Indép. |
| Ministre du Logement, de la Construction et de l'Assainissement |           | Carlos Lozada              | Indép. |
| Ministre de la Femme et des Populations vulnérables             |           | Gloria Montenegro Figueroa | PM     |
| Ministre de l'Environnement                                     |           | Kirla Echegaray Alfaro     | Indép. |
| Ministre de la Culture                                          |           | Alejandro Neyra            | Indép. |
| Ministre du Développement et de l'Inclusion sociale             |           | Patricia Donayre           | AP     |